# Ravensara floribunda
Ravensara floribunda là loài thực vật có hoa trong họ Nguyệt quế. Loài này được Baill. miêu tả khoa học đầu tiên năm 1870.